# پافوس
شهر پافوس (به روسی: Πάφος) در ناحیه پافوس در کشور قبرس واقع شده است. جمعیت این شهر ۲۷٫۶۶۰ نفر است. در افسانه‌ها آمده است که ونوس، پس از تولد در دریا به این شهر آمده است.
شهر پافوس امروزی در ساحل مدیترانه ای، حدود ۵۰ کیلومتر (۳۰ مایل) از غرب لیماسول (بزرگ‌ترین بندرگاه جزیره)، که هر دو توسط بزرگراه A6 به هم متصل شده‌اند، واقع شده است.

## آب و هوا
پافوس از آب و هوای نیمه خشک و نیمه گرمسیری (Köppen: BSh) برخوردار است، و بیشترین میزان بارش به‌طور عمده از نیمه نوامبر تا مارس رخ می‌دهد. در تابستان تقریباً باران نمی‌بارد (با میانگین ۰٫۱). در ماه ژوئیه و آگوست اندازه‌گیری رطوبت می‌تواند تا ۸۵٪ افزایش یابد.
به ندرت برف می‌بارد (حدودا هر ده سال یکبار) که معمولاً منجر به اختلال دررفت و آمد نمی‌گردد. در ماه‌های ژوئیه و اوت، موج‌های گرما رایج هستند. زمانی که هوای گرم از صحرای بزرگ آفریقا به سمت یونان می‌آید، باعث بالا رفتن درجه حرارت یونان می‌گردد.

### رفت و آمد
از سال ۱۹۸۲، خطوط هوایی پافوس در فرودگاه بین‌المللی پافوس واقع در ۱۰ کیلومتری (۶ مایلی) جنوب شرقی شهر، نزدیک تیمی انجام می‌پذیرد. این خطوط هوایی سالانه به حدود ۱٫۷۵ میلیون مسافر خدمات ارائه می‌دهند. یک ترمینال جدید در اواخر سال ۲۰۰۸ افتتاح شد که جایگزین فرودگاه قدیمی گردد.

### بندرگاه
بندرپافوس قادر به نگه داشتن ۳۰۰ قایق است و به عنوان یک سرپناه کوچک دریایی و سرپناهی برای ماهیگیران می‌باشد. از سال ۱۹۹۸، هر سپتامبر، میدان قلعه میزبان جشنواره آفرودیت است. چندین رویداد سالانه دیگر در این میدان نیز برگزار می‌شوند، از جمله جشنواره آبجو پافوس.

## بیمارستان‌ها و مراکز پزشکی
پافوس تنها آرای یک بیمارستان عمومی است که در ۳ کیلومتری (۲ مایلی) شمال شرقی مرکز شهر، در آناواگوس واقع شده است. این بیمارستان به منظور جایگزین شدن بیمارستان قدیمی شهر، ساخته شد. بیمارستان قبلی کمی بعد از متروکه شدن در م کوبیده شد و امروزه یک مرکز پزشکی مدرن می‌باشد.

## تحصیل
در شهر پافوس ۳۸ مدرسه ابتدایی دولتی، ۸ مدرسه متوسطه دولتی (که به نام مدرسه gymnasiums و مدرسه lyceums شناخته می‌شوند)، ۴ مدرسه غیردولتی انگلیسی و ۱ مدرسه غیردولتی روسیه ای وجود دارد.

### تحصیلات عالی
شهر پافوس دارای یک مرکز آموزش عالی می‌باشد که از سال ۲۰۱۰ شروع به پذیرش دانشجو نمود. این دانشگاه طیف گسترده‌ای از دروس مربوط به فوق دیپلم تا فوق لیسانس را در ۴ آموزشگاه تدریس می‌کند.

## هنر
پافوس به خاطر فرهنگ و تاریخش شناخته شده است. برای مثال معابد پادشاهان، موزاییک‌ها، کاخ و تعداد بیشماری کلیسا. از دیگر دلایل معروفیت پافوس فسیال‌ها و رویدادهای سالانه ای است که در این شهر برگزار می‌گردد.
در سپتامبر، پافوس یک برنامه سالانه اپرا در فستیوال آفرودیت در بندرگاه برگزار می‌کند. کاخ نیز به عنوان پرده پشت صحنه تئاتر و صحنه نمایش برای اجراها مورد استفاده قرار می‌گیرد.
تعدادی گالری و نمایشگاه‌های خصوصی در این شهر وجود دارد. جزئیات و تواریخ برای رویدادهای مربوط را می‌توان در روزنامه‌های انگلیسی مانند هفته نامه یونان و ماهنامه یونان یافت.

## ورزش‌ها
پافوس دارای تاریخی طولانی بوده و دارای چندین تیم در رشته‌های فوتبال، بسکتبال و والیبال می‌باشد. کلوپ ژیمناستیک پافیایی کریووس نام دارد و صاحب استادیوم محلی پافیاکو و سالن ورزشی آفرودیتی (با سازمان ورزشی یونان) می‌باشد.